# Meilenstein (Domnitz)

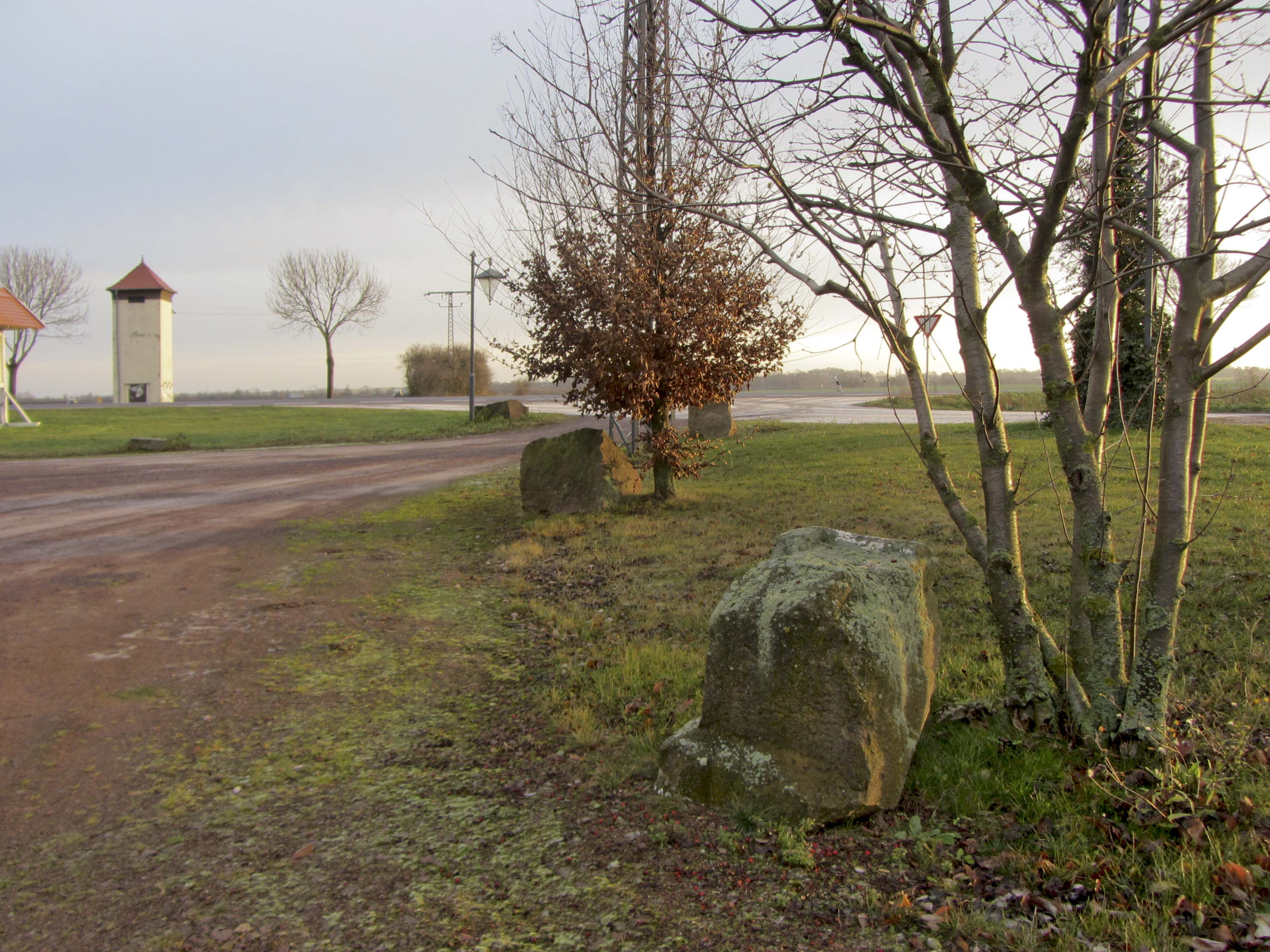
Rest eines preußischen Halbmeilensteins bei Domnitz

Der Halbmeilenstein bei Domnitz ist ein Kleindenkmal in der Stadt Wettin-Löbejün im Saalekreis in Sachsen-Anhalt.
Östlich von Neutz stehen als Parkplatzbegrenzung am Landgasthof Sattelhof an der Landesstraße 50 (ehemalige Bundesstraße 6) verschiedene Steine, von denen einer als Rest eines preußischen Halbmeilensteins identifiziert wurde, der nachweislich noch im Jahr 1979 beim Chausseehaus Domnitz im Straßengraben an der Kurve lag. Daher wird der Stein nach diesem Ort benannt, auch wenn er sich mittlerweile auf der Flur von Neutz-Lettewitz befindet.
Die Meilensteine entlang der ersten Chaussee von Magdeburg über Halle (Saale) nach Leipzig sind wichtige Zeugnisse des Chausseebaus und des preußischen Staatswesens, da sie den Willen zeigen, den Handel zu befördern, indem man besser Verbindungen zwischen den Städten schafft. Dieses ersten Straßenbau-Großprojekt Preußens hatte mit etlichen Schwierigkeiten zu kämpfen und dauerte daher von 1788 bis 1801. Die Meilensteine zwischen Bernburg und Halle datiert man dabei meist auf die Zeit um 1800. Da die Straße durch das Herzogtum Magdeburg führte, nennt man diese alten Meilensteine Magdeburger Typ.
Der knapp 50 Zentimeter hohe Stein steht unter Denkmalschutz und ist im Denkmalverzeichnis mit der Nummer 094 56045 erfasst. Er stand vermutlich ursprünglich ähnlich wie der Viertelmeilenstein bei Lettewitz auf einer Grundplatte. Der benachbarte Viertelmeilenstein von Domnitz gilt als vermisst, befand sich südöstlich von Domnitz zwischen dem Ganzmeilenstein von Nauendorf und diesem Halbmeilenstein und wurde in den 1980er Jahren noch dokumentiert.

## Literatur

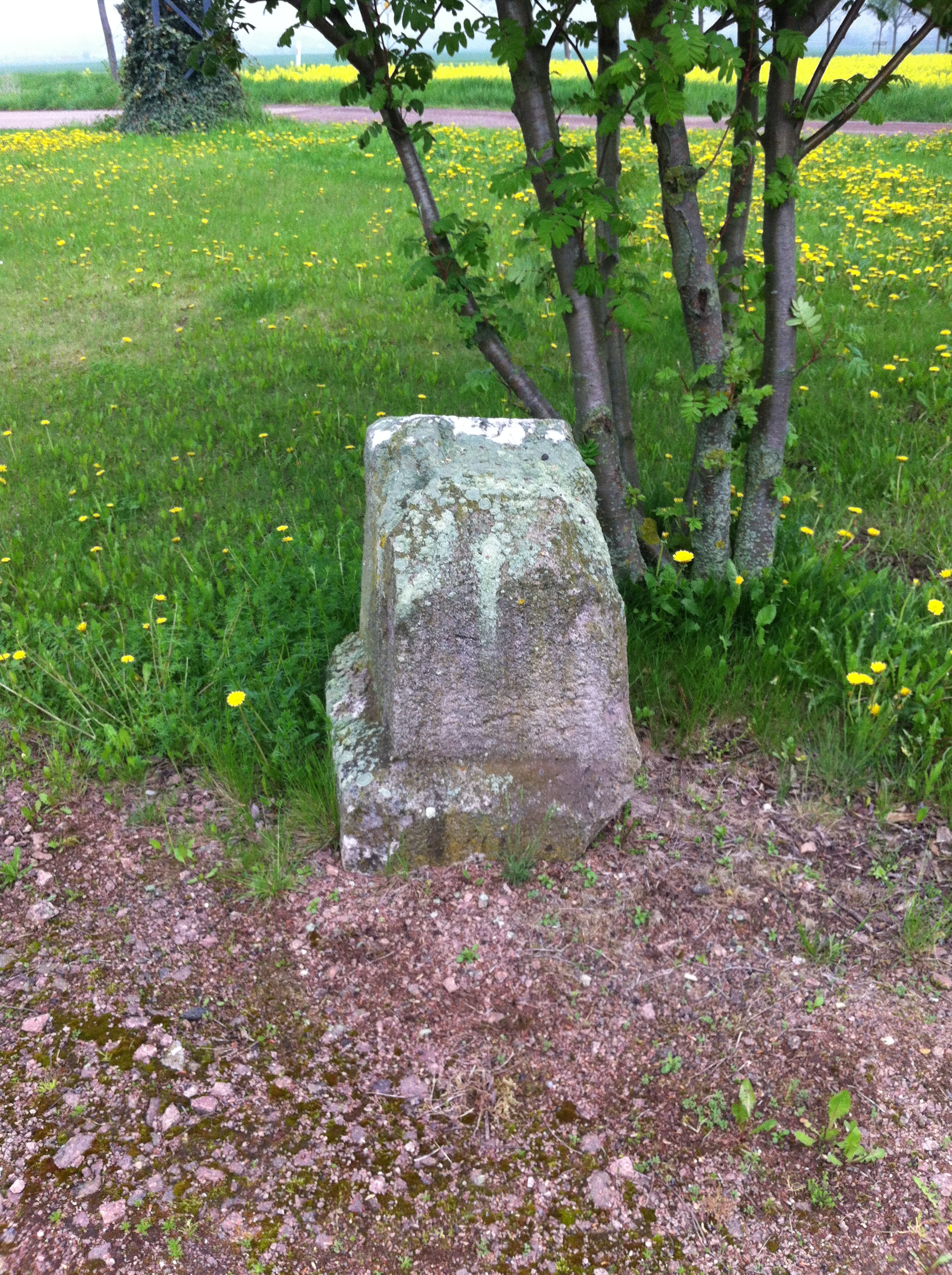
Rest eines preußischen Halbmeilensteins bei Domnitz